# Ильева, Лидия Юрьевна
Лидия Юрьевна Ильева (укр. Лідія Юріївна Ільєва; 1901, Херсон — 17 марта 1944, Севвостлаг) — советская украинская работница органов прокуратуры, заместитель прокурора Харьковской области. Работая в прокуратуре, неоднократно высказывала позицию, противоречащую конъюнктуре. Во время сталинских репрессий в 1937 году была приговорена к восьми годам лишения свободы в ИТЛ, где и умерла. Реабилитирована в 1989 году.

## Биография
Лидия Ильева родилась в 1901 году в Херсоне в еврейской семье служащих. После Октябрьской революции её родители вступили добровольцами в Красную армию. Сама же Лидия была принята в Коммунистическую партию по разным данным в 1920 или 1922 году. Получила высшее образование. Академик НАН Украины Юрий Шемшученко охарактеризовал Лидию Юрьевну как образованного и смелого человека, который умел не только высказывать свою, зачастую отличную от других позицию, но и отстаивать её.
В начале 1920-х годов она начала работать в органах прокуратуры, сначала занимала должность прокурора в Народном комиссариате юстиции Украинской ССР, а затем была повышена до заместителя прокурора Харьковской области. Работая в прокуратуре, она была отмечена юбилейным знаком и грамотой «за стойкую и преданную работу на фронте борьбы за революционную законность». Во время митинга работников органов юстиции, который был посвящён убийству Сергея Кирова, Ильева, сославшись на выступление Андрея Вышинского, выступила в защиту Григория Зиновьева и Льва Каменева. Она заявила, что поскольку их причастность к организации убийства Кирова не доказана, то нет основания применять к ним административную высылку. Впоследствии она воздержалась от голосования во время исключения Зиновьева из ВПК(б) и выступала против уголовного преследования Льва Троцкого.
В 1934 году была исключена из Всесоюзной коммунистической партии (большевиков). К июлю 1937 года она проживала в Харькове и работала на книжной фабрике им. Петровского, где занимала должность корректора. 9 июля 1937 года она была арестована по подозрению в членстве в «контрреволюционной троцкистской организации», её деяния квалифицировались по статье 5410 и части 1 статьи 5411 Уголовного кодекса Украинской ССР. В частности, ей в вину ставилось хранение книг Николая Бухарина, Николая Скрипника и Льва Троцкого, а также высказывания в поддержку Зиновьева и Каменева после убийства Сергея Кирова. При этом, Ильевой так и не было официально предъявлено обвинение, а она не была ознакомлена с материалами своего уголовного дела.
4 ноября того же года Особое совещание при НКВД СССР вынесло постановление, согласно которому Лидия Юрьевна Ильева была признана виновной и приговорена к восьми годам лишения свободы в исправительно-трудовых лагерях. Наказание она отбывала в одном из лагерей Севвостлага на Колыме. После осуждения Лидии Ильевой её родители и дочь Лина написали ряд писем в ряд судебных инстанций, а также руководителям государства — Андрею Вышинскому, Михаилу Калинину и Иосифу Сталину. В этих письмах близкие Лидии говорили о её незаслуженном осуждении, но просьбы о её освобождении были отвергнуты. Сама Лидия, находясь в лагере, написала несколько писем, адресованных дочери. Скончалась во время отбывания наказания в лагере 17 марта 1944 года.
После развенчания культа личности Сталина, в 1957 году дочь Ильевой написала в Верховный Совет СССР с просьбой пересмотреть дело её матери и посмертно её реабилитировать. Но это прошение было названо необоснованным и оставленным без рассмотрения. Во время перестройки дело по которому была осуждена Ильева вновь было пересмотрено и постановлением Харьковского областного суда от 24 июня 1989 (по другим данным — 1988) года она была реабилитирована.